# Jacobus Kappeyne van de Coppello
Jacobus Kappeyne van de Coppello (Gouda, 27 mei 1854 – Amsterdam, 6 februari 1920) was een Nederlands advocaat en politicus voor de Liberale Unie.

## Levensloop
Kappeyne van de Coppello was lid van de familie Van de Coppello. Hij werd geboren als een zoon van prof. dr. Nicolaas Jacob Bernard Kappeyne van de Coppello (1818-1882) en Nicoline Johanna Cornelia Bake (1820-1898). Hij studeerde Romeins en hedendaags recht aan de Hogeschool Leiden. Hij begon zijn carrière als advocaat te Amsterdam. Daarna was hij daar gemeenteadvocaat. Van 1908 tot 1916 was hij werkzaam als lid van de Provinciale Staten van Noord-Holland. Van 1910 tot 1916 functioneerde hij als lid van de Gedeputeerde Staten van Noord-Holland en van 7 maart 1916 tot 6 februari 1920 was hij lid van de Eerste Kamer der Staten-Generaal.

## Persoonlijk
Kappeyne van de Coppello huwde drie keer. Eerst trouwde hij met Martha Maria Benten (1859-) en samen hadden ze drie kinderen. De tweede keer trouwde hij, in 1896, met Constance Leonie Scheidler List (1854-1939), dochter van generaal-majoor Constantijn Leonard Scheidler List (1824-1908). De derde keer trouwde hij, in 1899, met Engelina Johanna Wijchers (1865-), lid provinciale staten, en samen hadden ze een zoon. Jacobus is een zwager van prof. mr. dr. Jacob Pieter Moltzer (1850-1907), neef van Jan Kappeyne van de Coppello en grootvader van Annelien Kappeyne van de Coppello.
Zijn kinderen:
- Martha Maria Kappeyne van de Coppello (1881-), vicevoorzitter International Rode Kruis
- Jacobus Kappeyne van de Coppello (1882-), raadgevend ingenieur
- Johannes Kappeyne van de Coppello (1884-), raadgevend ingenieur
- mr. dr. Nicolaas Johannes Cornelis Marie Kappeyne van de Coppello (1902-1992), oud-lid provinciale staten van Utrecht, oud-wethouder en ereburger van Loenen; hij was de vader van staatssecretaris Annelien Kappeyne van de Coppello (1936-1990)

## Ridderorden
- Ridder in de Orde van de Nederlandse Leeuw
- Commandeur in de Orde van Oranje-Nassau

- Biografisch Portaal: 06017865
- Parlement.com: vg09ll24edpv
- Virtual International Authority File: 5427153289938232770009
- WorldCat: E39PBJtMt37kgxM66qJJp9b68C